# Blessed are the Sick
Albums de Morbid Angel
Altars of Madness
(1989) Covenant
(1993)
Blessed are the Sick est le deuxième album studio du groupe de death metal américain Morbid Angel. L'album est sorti le 2 mai 1991 sous le label Earache Records.
Les paroles et la musique de l'album ont été composées en grande partie par le guitariste Trey Azagthoth, qui a dédié l'album au compositeur classique Mozart.
Les titres 8, 9, 10 et 12 sont des titres ré-enregistrés provenant à l'origine de la démo non officielle du groupe Abominations of Desolation, enregistrée en 1986.
La pochette de l'album est une représentation du tableau Les Trésors de Satan du peintre Jean Delville.

## Musiciens
- David Vincent - chant, basse
- Trey Azagthoth - guitare, claviers
- Richard Brunelle - guitare
- Pete Sandoval - batterie

## Liste des morceaux
1. Intro – 1:27
2. Fall from Grace – 5:13
3. Brainstorm – 2:34
4. Rebel Lands – 2:41
5. Doomsday Celebration – 1:49
6. Day of Suffering – 1:54
7. Blessed Are the Sick / Leading the Rats – 4:47
8. Thy Kingdom Come – 3:24
9. Unholy Blasphemies – 2:10
10. Abominations – 4:27
11. Desolate Ways – 1:40
12. The Ancient Ones – 5:53
13. In Remembrance – 1:25